# Johann Ludwig Krapf

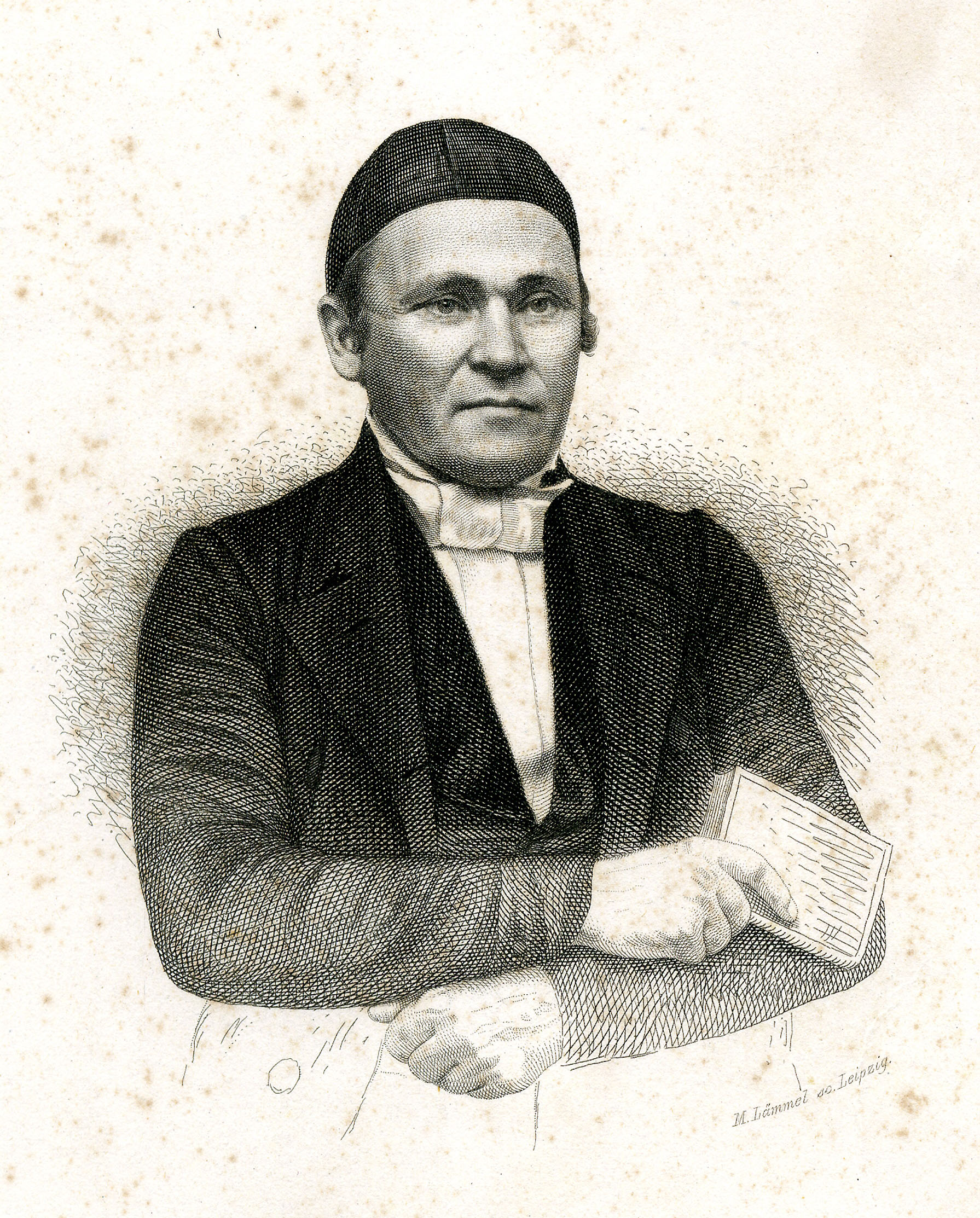
Johann Ludwig Krapf.

Johann Ludwig Krapf, född den 11 januari 1810 i Derendingen, död den 26 november 1881 i Korntal, var en tysk missionär.
Krapf utsändes 1837 av Church Missionary Society till Abessinien, där dock hans arbete lika litet som i närgränsande trakter ledde till verklgia resultat. Krapfs betydelse ligger främst i hans upptäcktsresor, han var den förste europée som beskrev Mount Kenya, samt i hans språkforskningar, samt i de missionsimpulser hans skrifter gav upphov till i Europa.